# Maggie Nelson
Maggie Nelson, född 1973 i Marin County i Kalifornien, är en amerikansk författare och poet. Nelson har studerat engelska vid Wesleyan University och disputerade 2007 vid City University of New York, på en avhandling om interaktioner mellan poeter och konstnärer i 1950-talets USA. Nelson är professor i engelska vid USC.
Maggie Nelson är sedan 2008 gift med konstnären Harry Dodge. De träffades i april 2007. Boken Argonauterna handlar till stor del om deras förhållande. 
2016 tilldelades hon stipendium från MacArthur Foundation.